# Octavius triumfbåge
Octavius triumfbåge (latin: Arcus Octavii) var en triumfbåge belägen på Palatinen i antikens Rom. Kejsar Augustus lät år 27 f.Kr. uppföra den åt sin far Gaius Octavius ära.
Triumfbågen antas ha utgjort ingångsport till Area Apollonis, det vill säga ”Apollons heliga plats”. På bågen fanns en ädikula med en staty föreställande Gaius Octavius. Bågen var även dekorerad med statyer som avbildade Apollon och Artemis.